# Прешес Угву
Пре́шес Джо́ел У́че-Чу́кву У́гву (нід. Precious Joel Uche-Chukwu Ugwu; нар. 8 лютого 2006) — нідерландський футболіст, захисник клубу «Волендам».

## Клубна кар'єра

### «Аякс»
Вихованець команди ОСВ (Остзан), в 2014 року приєднався до академії амстердамського «Аякса». 28 липня 2023 року підписав з клубом свій перший професіональний контракт, що розрахований до 2026 року.
26 лютого 2024 року дебютував за резервну команду в матчі Еерстедивізі проти «Телстара», замінивши Рафаеля Сарфо. 24 лютого 2025 року в поєдинку проти «Камбюра» забив свій перший гол у кар'єрі.

### «Волендам»
27 червня 2025 року перейшов у «Волендам», підписавши трирічний контракт.

## Кар'єра в збірній
Народився у Німеччині в родині боснійки та нігерійця; коли йому виповнилося два роки його сім'я переїхала в Пюрмеренд (Нідерланди). Виступав за збірні Нідерландів до 17, до 18 і до 19 років.
В травні 2025 року потрапив в заявку збірної до 19 років на юнацький чемпіонат Європи в Румунії. На турнірі провів п'ять матчів, а його команда вперше в історії стала переможцем чемпіонату Європи в цій віковій категорії.

## Статистика виступів
Станом на 14 квітня 2025 
| Клуб              | Сезон             | Чемпіонат         | Чемпіонат | Чемпіонат | Кубок | Кубок | Єврокубки | Єврокубки | Інші  | Інші | Всього | Всього |
| Клуб              | Сезон             | Дивізіон          | Матчі     | Голи      | Матчі | Голи  | Матчі     | Голи      | Матчі | Голи | Матчі  | Голи   |
| ----------------- | ----------------- | ----------------- | --------- | --------- | ----- | ----- | --------- | --------- | ----- | ---- | ------ | ------ |
| Йонг Аякс         | 2023–24           | Еерстедивізі      | 4         | 0         | —     | —     | —         | —         | —     | —    | 4      | 0      |
| Йонг Аякс         | 2024–25           | Еерстедивізі      | 27        | 1         | —     | —     | —         | —         | —     | —    | 27     | 1      |
| Йонг Аякс         | Всього            | Всього            | 31        | 1         | 0     | 0     | 0         | 0         | 0     | 0    | 31     | 1      |
| Волендам          | 2025–26           | Ередивізі         | 0         | 0         | 0     | 0     | —         | —         | —     | —    | 0      | 0      |
| Всього за кар'єру | Всього за кар'єру | Всього за кар'єру | 31        | 1         | 0     | 0     | 0         | 0         | 0     | 0    | 31     | 1      |

## Досягнення
Збірна Нідерландів (до 19)
- Переможець юнацького чемпіонату Європи (до 19 років): 2025[15]